# Alcalá del Río
Alcalá del Río is een gemeente in de Spaanse provincie Sevilla in de regio Andalusië met een oppervlakte van 82 km². In 2007 telde Alcalá del Río 9943 inwoners.

## Demografische ontwikkeling
Bron: INE; 1857-2011: volkstellingen